# مقاطعة بينال (أريزونا)
مقاطعة بينال (بالإنجليزية: Pinal County)‏ هي إحدى مقاطعات ولاية أريزونا في الولايات المتحدة الأمريكية.

## أعلام
- ماثيو بي. حزقيال
- أوفيليا زيبيدا